# Consiliu popular
Consiliul popular a fost autoritatea publică locală, electivă, deliberativă și executivă, care a funcționat la nivelul comunelor, orașelor și județelor, ca organ local al puterii de stat, în perioada 1968-1989. El a înlocuit sfatul popular, care a funcționat în perioada 1950-1968, în baza Legii nr. 5/1950 pentru raionarea administrativ-economică a teritoriului Republicii Populare Române. 
Consiliul popular a fost instituit prin Legea nr. 1/1968 pentru modificarea unor articole din Constituția Republicii Socialiste România.
Consiliile populare își desfășurau activitatea în sesiuni și aveau ca sarcină conducerea activității locale, asigurând dezvoltarea economică, social-culturală și edilitar-gospodărească a unităților administrativ-teritoriale în care au fost alese, apărarea proprietății socialiste, ocrotirea drepturilor cetățenilor, legalitatea socialistă și menținerea ordinii publice. Atribuțiile lor erau: adoptarea planului economic și bugetului local și a contului de încheiere a exercițiului bugetar, alegerea și revocarea comitetului său executiv, înființarea de organizații economice, întreprinderi și instituții de stat de interes local, precum și conducerea, îndrumarea și controlul activității comitetului executiv, a organelor locale de specialitate ale administrației de stat, a organizațiilor economice, întreprinderilor și instituțiilor subordonate. 
Consiliul popular se convoca în sesiuni ordinare din inițiativa Comitetului Executiv sau a cel puțin unei treimi din numărul total al deputaților. Dintre membrii Consiliului Popular se alegea Comitetul Executiv, care era organul de execuție, compus din președinte, vicepreședinți, și membri